# Urophyllum oligophlebium
Urophyllum oligophlebium är en måreväxtart som beskrevs av Elmer Drew Merrill. Urophyllum oligophlebium ingår i släktet Urophyllum och familjen måreväxter. Inga underarter finns listade i Catalogue of Life.